# Noelia Oncina Moreno
Noelia Oncina Moreno (* 9. November 1976 in Málaga) ist eine ehemalige spanische Handballspielerin, die auf der Spielposition Linksaußen eingesetzt wurde.

## Vereinskarriere
Noelia Oncina begann ihre Karriere im Jahr 1994 bei CBF Málaga Costa del Sol, spielte von 1996 bis 1997 bei Golosinas Fini Molina, von 1997 bis 1998 für drei Monate bei BM Sierra Nevada und anschließend bis 2001 bei Vícar Goya Almería. Ab dem Jahr 2001 stand sie bei El Osito L’Eliana (nach dem Umzug des Vereins: BM Mar Sagunto) unter Vertrag. Hier beendete sie verletzungsbedingt im Jahr 2010 ihre Karriere.
Sie gewann in den Jahren 2002 und 2005 die spanische Meisterschaft, im Jahr 2008 die Copa de la Reina, in den Jahren 2001, 2002 und 2005 die Supercopa de España sowie fünf Mal die Copa ABF (2002, 2003, 2004, 2008 und 2009). Fünf Mal erreichte sie mit ihrer Mannschaft den zweiten Platz in der Liga und drei Mal verlor sie mit ihrem Team das Finale der Copa de la Reina.
International nahm die Mannschaft an europäischen Vereinswettbewerben teil, so an der EHF Champions League und am EHF-Pokal. Das Team erreichte mit Oncina in der Spielzeit 2002/2003 das Finale der EHF Champions League.

## In Auswahlmannschaften
Oncina lief in den Jahren 1994 und 1995 insgesamt sieben Mal für die spanische Juniorinnen-Nationalmannschaft auf und erzielte in diesen Spielen zwölf Tore.
Ab 1999 gehörte sie dem Kader der spanischen A-Nationalmannschaft an. Bis 2009 lief sie für Spanien in 174 Länderspielen auf und erzielte darin 406 Treffer, womit sie zu den zehn erfolgreichsten Torschützen der spanischen Auswahl gehört. Noelia Oncina trat mit der Auswahl auch bei den Mittelmeerspielen 2001 (2. Platz), der Weltmeisterschaft 2001 (10. Platz), der Europameisterschaft 2002 (13. Platz), der Weltmeisterschaft 2003 (5. Platz), den Olympischen Spielen 2004 (6. Platz), der Europameisterschaft 2004 (8. Platz), den Mittelmeerspielen 2005 (1. Platz), der Europameisterschaft 2006 (9. Platz), der Weltmeisterschaft 2007 (10. Platz), der Europameisterschaft 2008 (2. Platz) sowie der Weltmeisterschaft 2009 (4. Platz) an.

## Privates
Von 2009 bis 2013 studierte Noelia Oncina an der Universidad Católita de Valencia San Vicente Mártir im Fach Physiotherapie. Sie arbeitete nach Abschluss des Studiums zunächst auf dem Gebiet der Sportphysiotherapie im Handball, zuletzt bei Club Balonmano Atlético Guardés. Anschließend war sie als Physiotherapeutin in einer Tagesstätte tätig.